# مايك هولاند (لاعب غولف)
مايك هولاند (بالإنجليزية: Mike Holland)‏ هو لاعب غولف أمريكي، ولد في 12 مارس 1956 في بيشوبفيل في الولايات المتحدة.

## وصلات خارجية
- مايك هولاند على موقع رابطة لاعبي الغولف المحترفين (الإنجليزية)